# Louis-Constantin Boisselot
Louis-Constantin Boisselot (11 tháng 3 năm 1809 - 5 tháng 6 năm 1850 tại Marseille) là một nhà chế tạo piano người Pháp, sinh ra ở Montpellier.
Vào tháng 11 năm 1835, ông kết hôn với Fortunée Funaro, con gái của một thương gia ở Marseille. Họ có một người con trai, Marie-Louis-François Boisselot (1845–1902), được gọi đơn giản là Franz vì có cha đỡ đầu là Franz Liszt (1811–1886), một người bạn lâu năm của gia đình.
Tại Triển lãm Paris năm 1844, ông trình làng một cây đàn piano với "pedal tone" ("âm điệu pedal") là tiền đề của "cơ chế sostenuto" mà Steinway giới thiệu lại vào năm 1874. Công việc kinh doanh được tiếp tục bởi các thế hệ kế tiếp của gia đình ông cho đến cuối thế kỷ XIX.
Trong các bộ sưu tập của Klassik Stiftung Weimar bao gồm khoảng 50 nhạc cụ mang tính lịch sử. Đặc biệt trong số đó là cây đại dương cầm từ xưởng Boisselot & Fils (Marseille1846), được tặng cho Franz Liszt như một món quà. Trên chiếc piano này Liszt đã viết lên các tác phẩm thời kỳ Weimar. Nhà soạn nhạc bày tỏ lòng yêu mến của mình đối với nhạc cụ này trong lá thư gửi Xavier Boisselot vào năm 1862: "Mặc dù các phím đàn gần như bị bào mòn bởi những trận chiến của âm nhạc trong quá khứ, hiện tại và tương lai, tôi sẽ không bao giờ đồng ý thay đổi nó và quyết tâm giữ chiếc đàn này cho đến ngày cuối đời, như một người cộng sự đắc lực của tôi".
Nhà chế tạo đàn piano Paul McNulty đã được Klassik Stiftung Weimar chọn để chế tạo ra một bản sao cây đàn piano Boisselot năm 1846 của Liszt. Cây đàn piano này là một dự án của chính phủ miền Nam Đức được thực hiện nhân dịp lễ kỷ niệm 200 năm ngày sinh nhật của Liszt. Cả bản gốc và bản sao cây đàn đều thuộc tài sản của Stiftung Weimar.